# Kąty (powiat biłgorajski)
Kąty – wieś w Polsce położona w województwie lubelskim, w powiecie biłgorajskim, w gminie Frampol}.
Za czasów Królestwa Polskiego istniała gmina Kąty. W latach 1975–1998 miejscowość należała administracyjnie do województwa zamojskiego. 
Wieś jest sołectwem w gminie Frampol. Według Narodowego Spisu Powszechnego z roku 2011 wieś liczyła 265 mieszkańców i była jedenastą co do wielkości miejscowością gminy.
Wierni Kościoła rzymskokatolickiego należą do parafii  św. Jana Nepomucena i Matki Bożej Szkaplerznej we Frampolu.

## Etymologia nazwy
Kąty, są to osady zakładane śród lasów celem zużytkowania takowych przez wyrabianie potażu, szkła, smoły, klepek itp., odpowiadają więc budom, majdanom, hutom, kuźnicom, jazom. Opis daje Bronisław Chlebowski

## Części wsi
| SIMC    | Nazwa        | Rodzaj  |
| ------- | ------------ | ------- |
| 0887279 | Kolonia Kąty | kolonia |

## Historia
W wieku XIX Kąty opisano jako wieś i dobra w powiecie zamojskim, gminie i parafii Frampol, oddalone o 7 wiorst od Frampola, o 44 od Zamościa. W roku 1882  Kąty liczyły  24 domy należące do włościan i 4 budynki dworskie. Mieszkańców katolików 187. Rozległość dóbr wynosiła 5 888 mórg w tym dwór posiadał: 1 020 mórg roli ornej i łąk, oraz 4564 mórg lasu. Włościanie natomiast posiadali 304 mórg roli ornej i łąk. Dobra Kąty posiadają piec wapienny (wypala 290 cetnarów. wapna, wartości 348 rubli srebrnych) i cegielnię (rocznie 42 000 cegieł, wartości 378 rubli srebrnych). Położenie nieco górzyste, uprawa roli zwyczajna, gleba rozmaita, na podłożu wapiennym. Na folwarku znajduje się obszerny dwór (pałacem zwany), który  w 1812 r. był wystawiony, jednopiętrowy. Wokół park na 30 mórg rozległy w nim  wspaniałe aleje lipowe, modrzewie, orzechy włoskie, sosny. Dobra Kąty od 200 lat były własnością familii Puchałów, w skład ich wchodzą: folwark Pulcinów, folwark Karolówka. (Opisu dostarcza Bronisław Chlebowski w tomie III s.944 Słownika)

## Pałac w Kątach
W 1812 r. został wzniesiony przez Wisłockich murowany, klasycystyczny pałac w Kątach. Pałac posiadał na osi kolumnowy portyk od frontu i półokrągły ryzalit w elewacji ogrodowej. W otoczeniu pałacu został założony 30 morgowy park. Pałac został spalony w 1915 r. i w następstwie zniszczeń rozebrany. Aktualnie zachowały się relikty parku dworskiego, które nie figurują w wojewódzkim rejestrze zabytków nieruchomych. Wg Katalogu Zabytków Sztuki T. III z. 3, s. 7 na cmentarzu kościelnym we Frampolu znajdują się trzy kamienne, barokowe fotele pochodzące z parku dworskiego w Kątach.

## Urodzeni w Kątach
- Antoni Bryła ps. Tom (ur. 8 sierpnia 1908  – zm. 1968) – żołnierz Batalionów Chłopskich